# 印度尼西亚珍珠茅
印度尼西亚珍珠茅（学名：Scleria sumatrensis）为莎草科珍珠茅属下的一个种，分佈於溫、熱帶亞洲。

## 扩展阅读
- 維基物種上的相關：印度尼西亚珍珠茅